# Widderbrunnen (Naumburg)

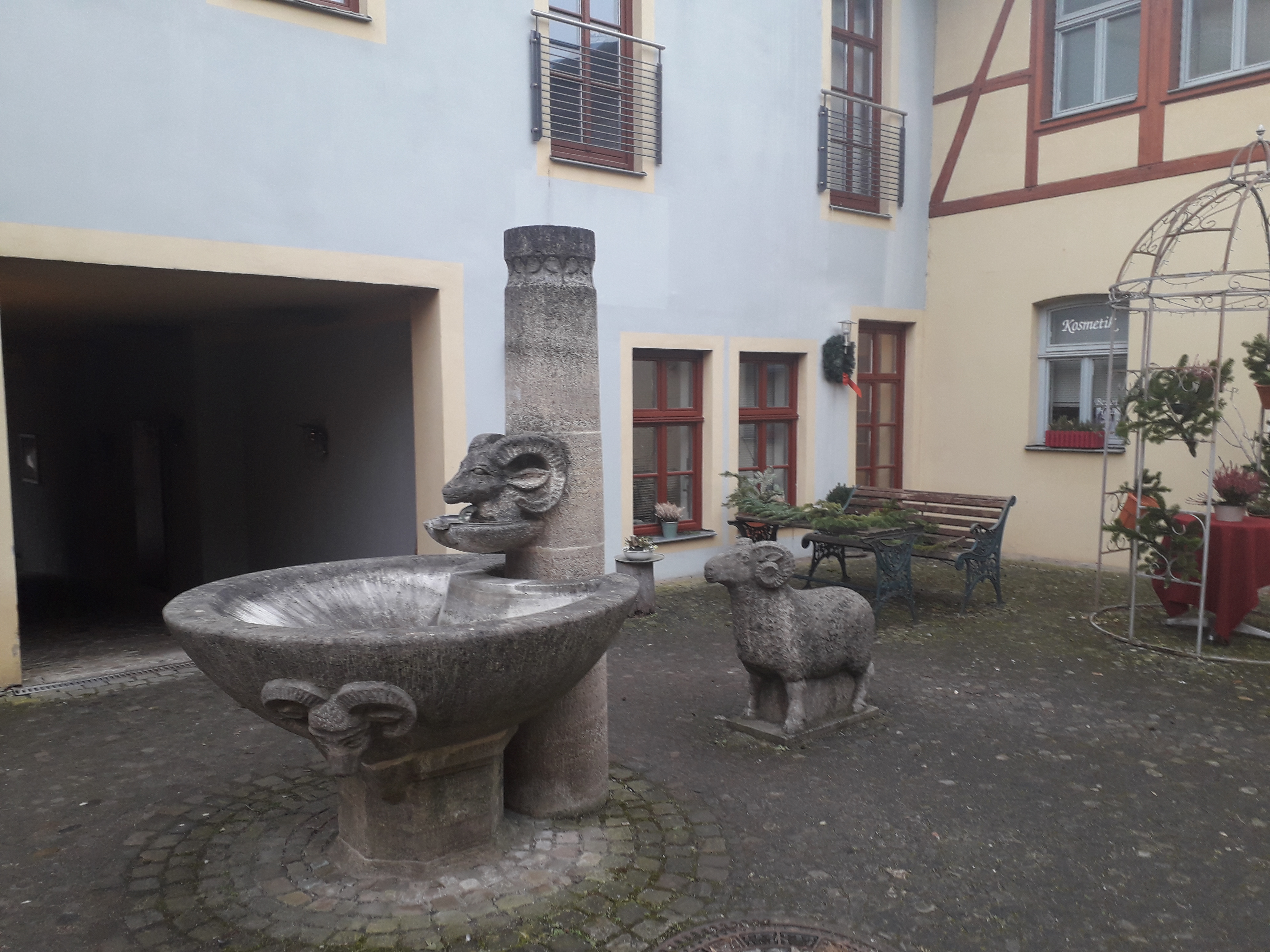
Widderbrunnen in Naumburg von der Hofseite

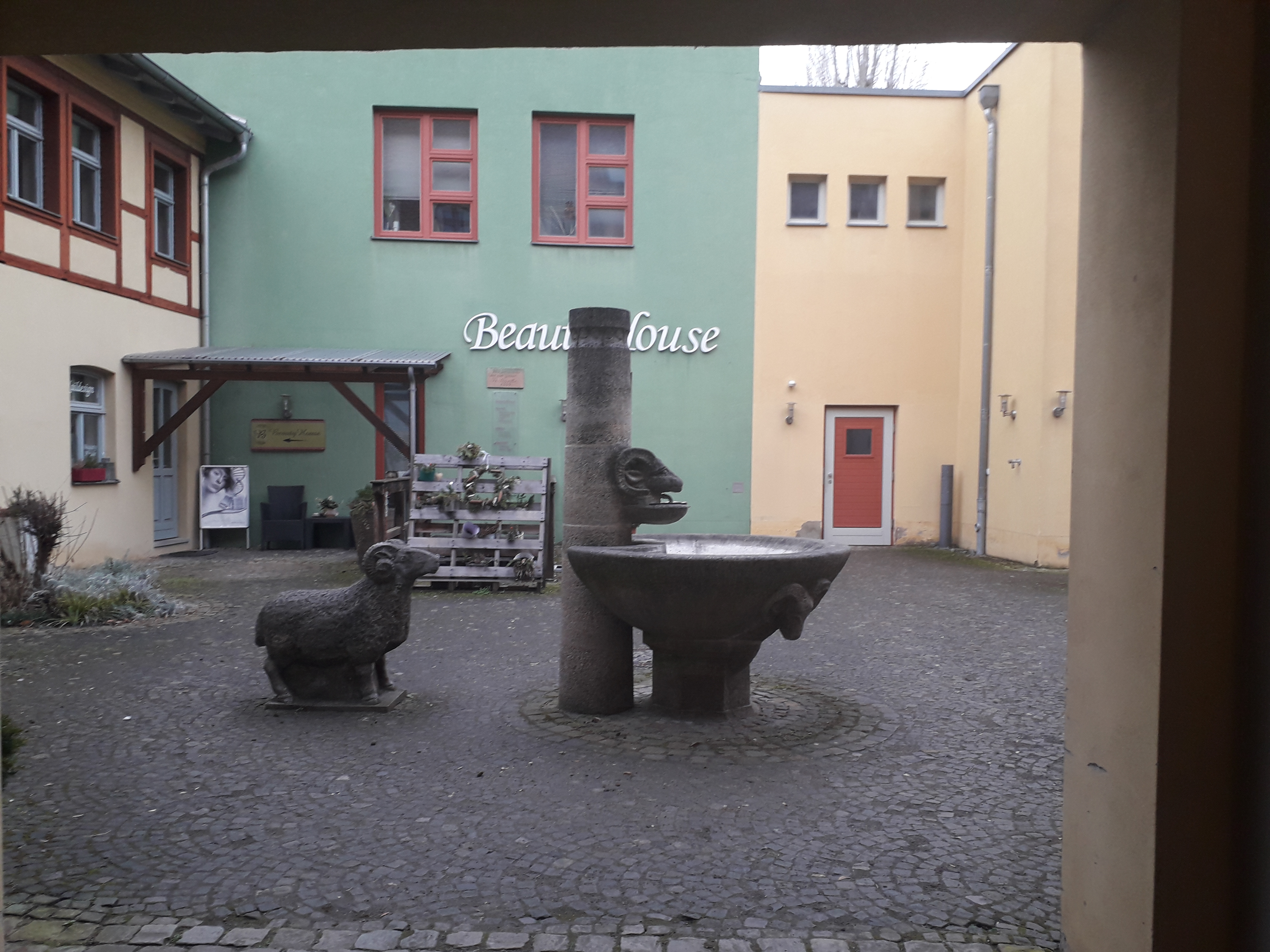
Widderbrunnen in Weimar von der Straßenseite

In dem Innenhof am Steinweg 7 in Naumburg (Saale) unweit des Domes befindet sich der Widderbrunnen (offizieller Name unbekannt, eventuell auch „Schafbrunnen“) in Kalkstein.
Der Brunnen steht in der Mitte des Innenhofes und ist dadurch den Blicken der Touristenströme leider weitgehend entzogen. In seinem Umfeld finden aber Märkte und Kreativveranstaltungen statt, so dass er zum öffentlichen Raum gezählt werden kann. Auf einer achteckigen Stele befindet sich die Brunnenschale mit zwei Widderkopfprotomen. An der Brunnensäule dahinter ist der Zufluss unter dem Kopf des Widders und erinnert dadurch an einen Wasserspeier. Neben dem Brunnen steht ein freistehender ganzstatuarischer Widder.